# صومعه پیریتا

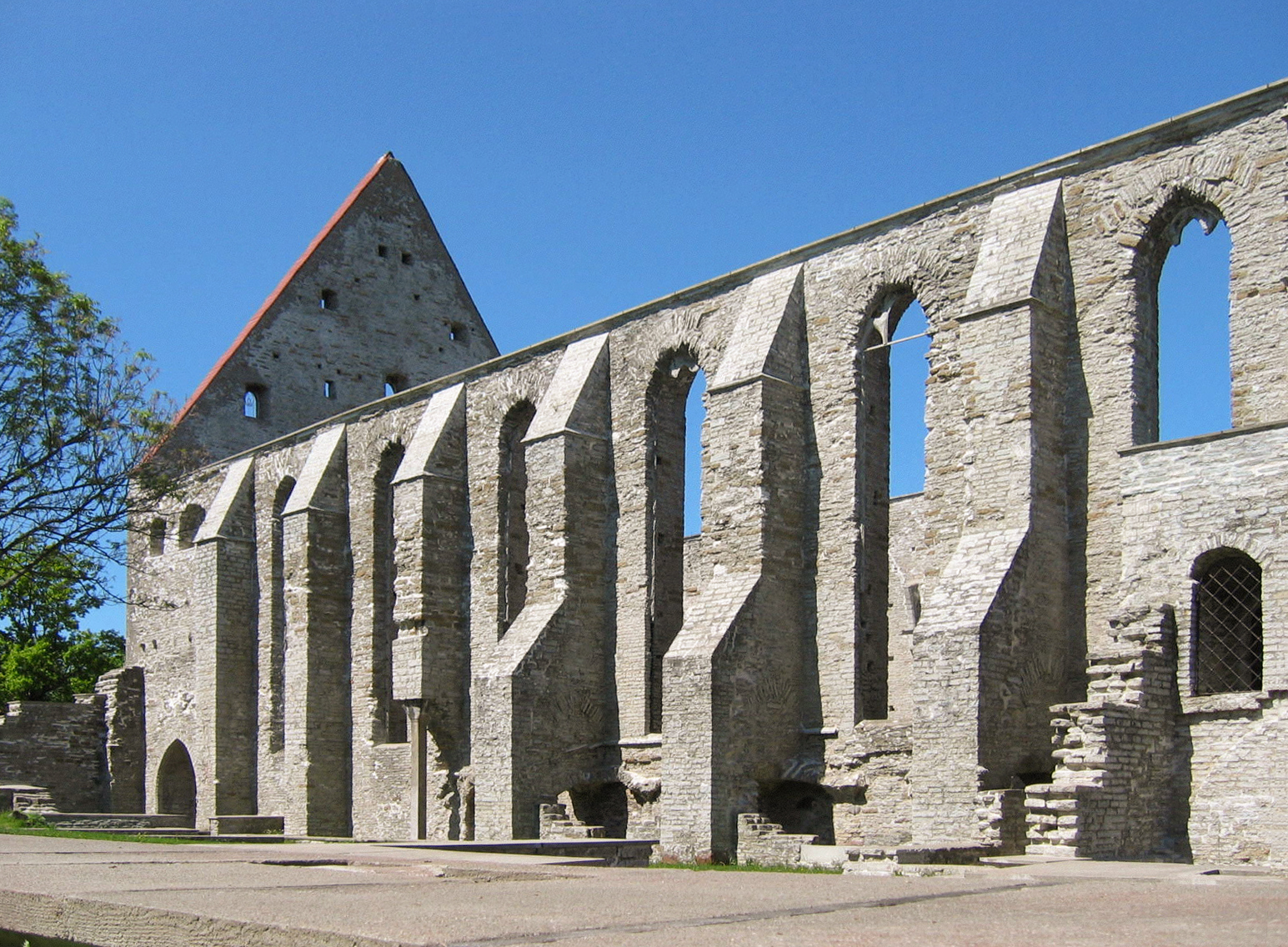
بقایای صومعه پیریتا

صومعه پیریتا (استونیایی: Pirita klooster) صومعه‌ای برای راهب و راهبه‌ها در بخش پیریتا، تالین، استونی بود.
این صومعه که در قرن ۱۵ میلادی ساخته شده بزرگترین صومعه در لیوونی و یکی از بزرگترین صومعه‌ها در شمال اروپا بود. در جریان جنگ لیوونی به دستور ایوان مخوف در سال ۱۵۷۷ به این صومعه حمله و اموال آن غارت و سپس به آتش کشیده شد، پس از آن صومعه به حال خود رها شده و زمین‌های اطراف آن توسط مردم به‌عنوان گورستان مورد استفاده قرار میگرفت.